# Francisco Antonio Ceballos Escobar
Francisco Antonio Ceballos Escobar CSsR (* 4. März 1958 in Génova) ist ein kolumbianischer Ordensgeistlicher und römisch-katholischer Bischof von Riohacha.

## Leben
Francisco Antonio Ceballos Escobar besuchte das Kleine Seminar San Clemente María Hofbauer in Manizales. Anschließend trat er der Ordensgemeinschaft der Redemptoristen bei und legte am 5. August 1984 die ewige Profess ab. Ceballos Escobar studierte Philosophie am Centro Pastoral de Filosofia in Bogotá und Katholische Theologie am Teologado Interprovincial Redentorista in Tlalpizáhuac sowie an der Päpstlichen Universität Xaveriana in Bogotá. Er empfing am 29. Juni 1985 die Priesterweihe.
Nach der Priesterweihe war Francisco Antonio Ceballos Escobar zunächst als Seelsorger in Manizales tätig, bevor er 1986 Pfarrvikar der Pfarrei Sant’Alfonso in Bogotá wurde. Von 1987 bis 1989 war er Direktor und Lehrer am Kleinen Seminar der Redemptoristen in Manizales. 1989 wurde Ceballos Escobar Direktor des Kleinen Seminars des Apostolischen Vikariats Sibundoy. Von 1990 bis 1995 war er Regens des Priesterseminars der Redemptoristen in Manizales. Ceballos Escobar erwarb 1998 an der Universidad Santo Tomás in Bogotá ein Lizenziat im Fach Bildungswissenschaften. Von 1998 bis 2001 war er Superior der Ordensniederlassung in Bogotá. 1999 wurde Francisco Antonio Ceballos Escobar zudem Provinzialrat und Leiter des Sekretariats für Bildung der Redemptoristen. Von 2001 bis 2008 war er für zwei Amtszeiten Provinzial der kolumbianischen Ordensprovinz der Redemptoristen, bevor er am 3. September 2008 Provikar des Apostolischen Vikariats Puerto Carreño wurde.
Papst Benedikt XVI. bestellte ihn am 10. Juni 2010 zum Apostolischen Vikar von Puerto Carreño und Titularbischof von Zarna. Die Bischofsweihe spendete ihm Erzbischof Aldo Cavalli, Apostolischer Nuntius in Kolumbien, am 30. Juli desselben Jahres; Mitkonsekratoren waren Alvaro Efrén Rincón Rojas CSsR, emeritierter Apostolischer Vikar von Puerto Carreño, und Fabio de Jesús Morales Grisales CSsR, emeritierter Bischof von Mocoa-Sibundoy. Die Amtseinführung fand am 22. August desselben Jahres statt.
Am 22. April 2020 ernannte ihn Papst Franziskus zum Bischof von Riohacha. Die Amtseinführung erfolgte am 4. Juni desselben Jahres.